# Iddo Island
Iddo Island était autrefois une île. Il s'agit désormais d'un district de la Zone de Gouvernement local (LGA) Lagos Terre faisant partie de Lagos au Nigeria.

## Description
Le district Iddo Island est situé en face de l'île de Lagos. Iddo était autrefois une île située entre l'île de Lagos et le continent d'où son nom, mais en raison de la remise en état des terres, elle est maintenant intégrée à la partie continentale de Lagos,. L'île d'Iddo fait 1,6 km sur 2 km. L'île d'Iddo est reliée à l'île de Lagos par le pont Eko et le pont Carter. Avant la décharge, Iddo était reliée au continent de Lagos par le pont Denton, du nom de Sir George Chardin Denton, ancien lieutenant-gouverneur de la colonie de Lagos,.   Iddo abrite le terminus de Lagos et a été le premier et le seul endroit au Nigeria à accueillir un service de tramway reliant l'île de Lagos via le pont Carter.

## Historique
La ville de Lagos a été fondée par les Awori au XIIIe siècle et Iddo a été colonisée par Olofin Ogunfuminire et ses partisans. Ce sont d'ailleurs toujours ses descendants qui possèdent et gouvernent l'île d'Iddo aujourd'hui encore. Lagos est devenue une colonie du peuple Yoruba et était connue sous le nom d'Eko. L'oba du Bénin est intervenu dans l'histoire d'Iddo à la suite d'une histoire entre le chef awori et une femme nommée Aina. L'oba a envoyé le guerrier Aseru conquérir l'île d'Iddo. Après la défaite et la capture d'Olofin, Aseru resta sur l'île et combattit les autres villes finissant par mourir. Le guerrier Awori Ashipa prit son corps et le ramena vers l'oba lequel le nomme alors tout premier gouverneur de la ville d'Isale Eko. Les dirigeants d'Isale Eko sur l'île de Lagos sont depuis lors sont tous issus de ce guerrier Awori Ashipa, tandis que l'aristocratie foncière (Idejo) est Yoruba et trace leur lignée au chef Olofin Ogunfunmire.  Le fils d'Ashipa, Ado, a construit son palais sur l'île de Lagos et a déplacé le siège du gouvernement sur l'île de Lagos depuis l'île d'Iddo.